# VEB Robotron

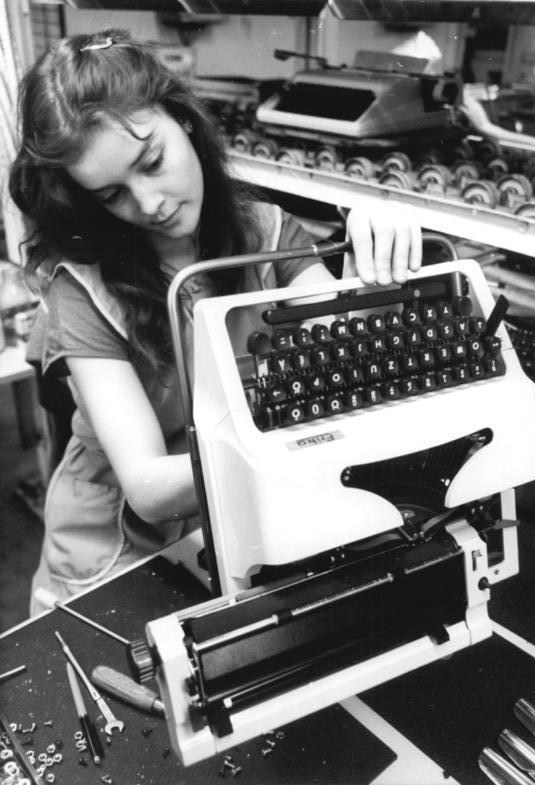
Uno dei 17,000 operai impiegati alla Kombinat Robotron nel 1987

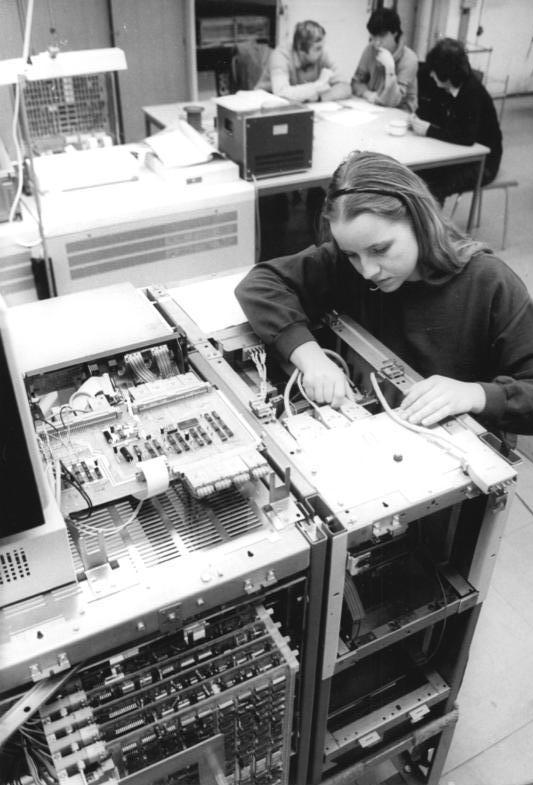
Un'operaia assembla un computer EC 2655

La VEB Kombinat Robotron è stata la più grande azienda dell'industria elettronica nella Repubblica Democratica Tedesca, produttrice di elettronica di consumo e professionale. Aveva il suo quartier generale a Dresda ed impiegava 68.000 persone al 1989.

## Storia
Venne fondata il 1º aprile 1969 a Dresda dal Ministerium für Elektrotechnik und Elektronik.

## Prodotti
Produceva televisori, radio, personal computer, minicomputer SM EVM, mainframe ESER e varie periferiche per computer.

## Struttura
La Robotron era costituita da diverse divisioni:
- VEB Robotron-Elektronik Dresden (headquarters) - macchine da scrivere, personal computer, minicomputer e mainframe
- VEB Robotron-Meßelektronik Dresden - dispositivi di misura e home computer
- VEB Robotron-Projekt Dresden – divisione sviluppo software
- VEB Robotron-Buchungsmaschinenwerk Karl-Marx-Stadt - personal computer e floppy disk
- VEB Robotron-Elektronik Hoyerswerda - monitor per computer ed alimentatori
- VEB Robotron-Elektronik Radeberg - radio e tv portatili
- VEB Robotron Vertrieb Dresden, Berlino e Erfurt - dipartimento vendite
- VEB Robotron-Elektronik Zella-Mehlis - terminali per computer e hard disk
- VEB Robotron-Büromaschinenwerk Sömmerda - personal computer e stampanti
- VEB Robotron Elektronik Riesa - Circuiti stampati

## Divisioni dopo la liquidazione
Il 30 giugno 1990 la Kombinat Robotron fu liquidata e le sue divisioni furono convertite in aziende separate. Negli anni novanta alcune delle compagnie cessarono di esistere mentre altre furono acquistate (ad esempio dalla Siemens Nixdorf) con joint venture o management buyout.
Robotron:
- Robotron Datenbank-Software GmbH, Dresda, direzione Rolf Heinemann[1]
- Robotron Projekt GmbH Dresda, direzione Peter Adenauer
- Robotron Bildungs- und Beratungszentrum GmbH, Leipzig[2]
- Robotron Netzwerk Systeme GmbH, Leipzig[3]

IBM Deutschland:
- CSD Computer Software-Dienste Chemnitz, poi IBM Global Services, IT-Services and Solutions GmbH
- CSP Computer Service-Partner Berlin, dal 1º luglio 2008 IBM Deutschland Customer Support Services GmbH, csg Computer Service Gesellschaft GmbH
- WBI Weiterbildungsgesellschaft für Informationstechnik Berlin, poi IBM Global Services, Bildungsstätte Berlin

SAP e Siemens-Nixdorf:
- SRS Software- und Systemhaus Dresden, fino al 2008 SAP Systems Integration, in SAP Deutschland AG & Co. KG

MBO:
- CVU Projekt, Berlino[4]
- CVU Büro und Technik, Berlino[5]
- BuS Elektronik GmbH, Riesa[6]
- XENON Automatisierungstechnik GmbH

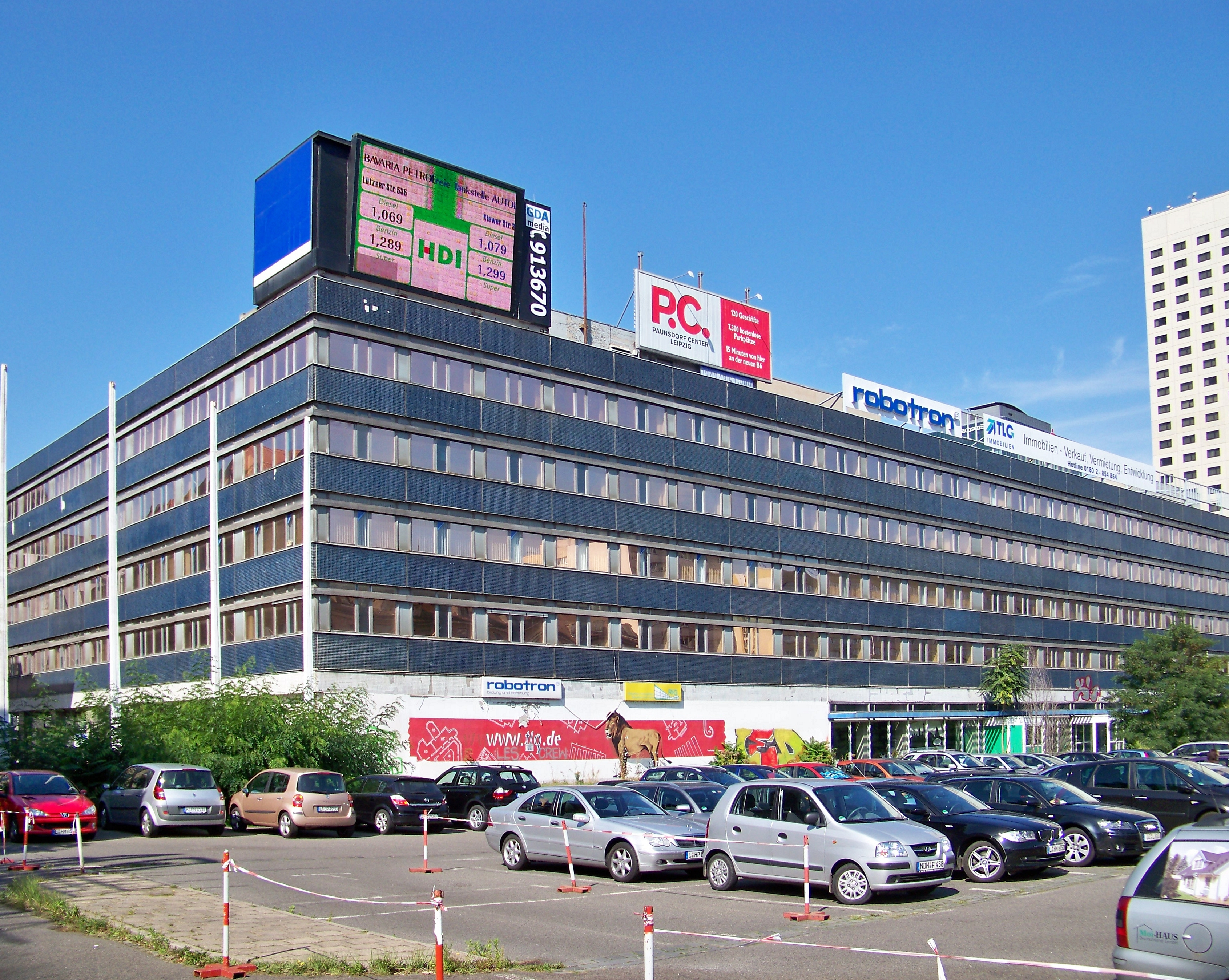
Robotron a Lipsia (2009)
fino al 2005 sede della Robotron Bildungs- und Beratungszentrum GmbH Leipzig

Dei 68.000 dipendenti della combinata vennero reimpiegati solo meno del 5% nelle:
- Silicon Saxony di Dresda
- Sömmerda nella Fujitsu Technology Solutions (già Fujitsu Siemens Computers)
- Chemnitz e altre sedi

## Museo
Il 1º aprile 2019, 50º anniversario dalla fondazione, viene aperto il museo Robotron Datenbank-Software GmbH.

## Galleria d'immagini

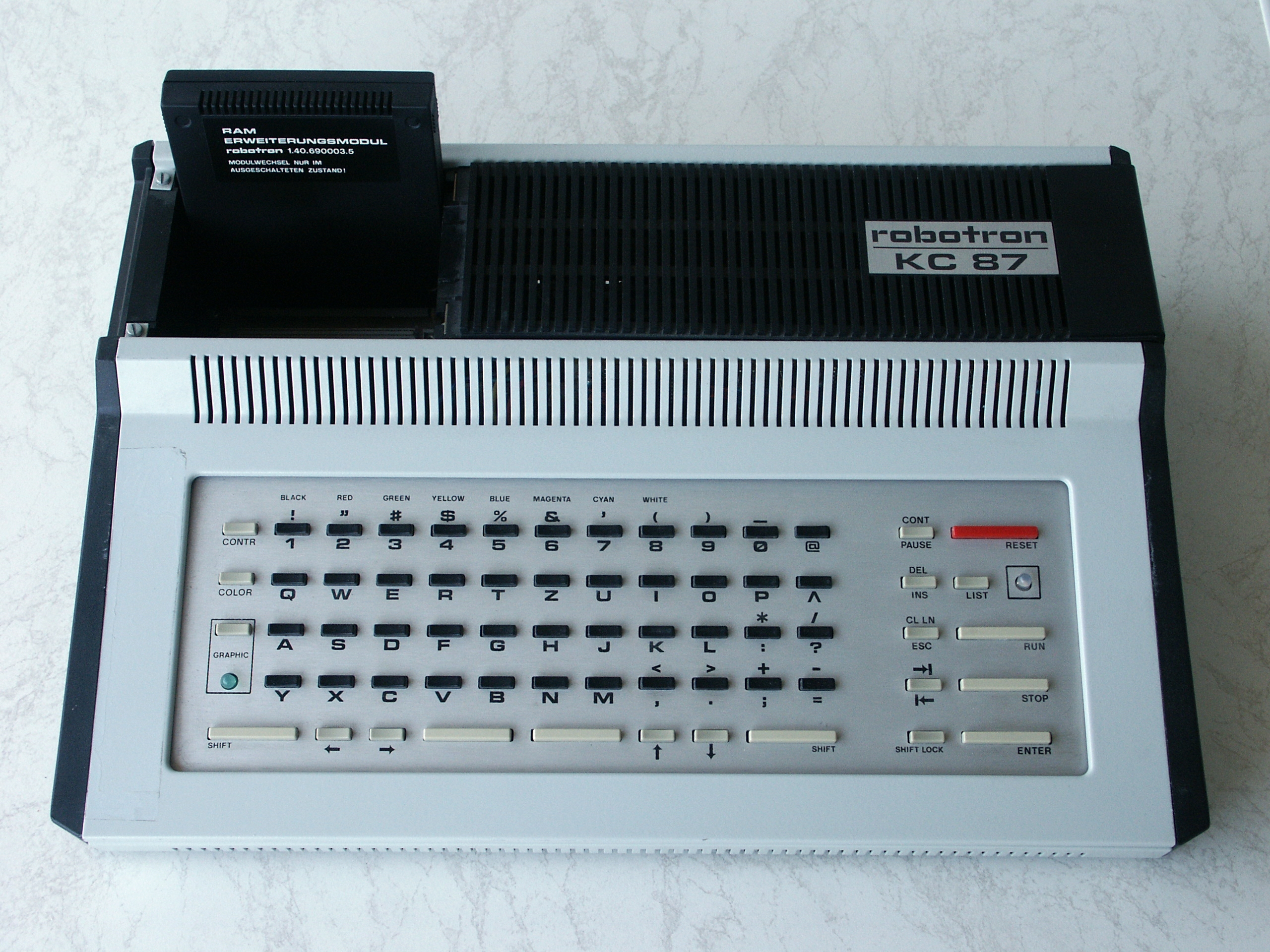
Home computer KC 87 prodotto dalla VEB Kombinat Robotron.
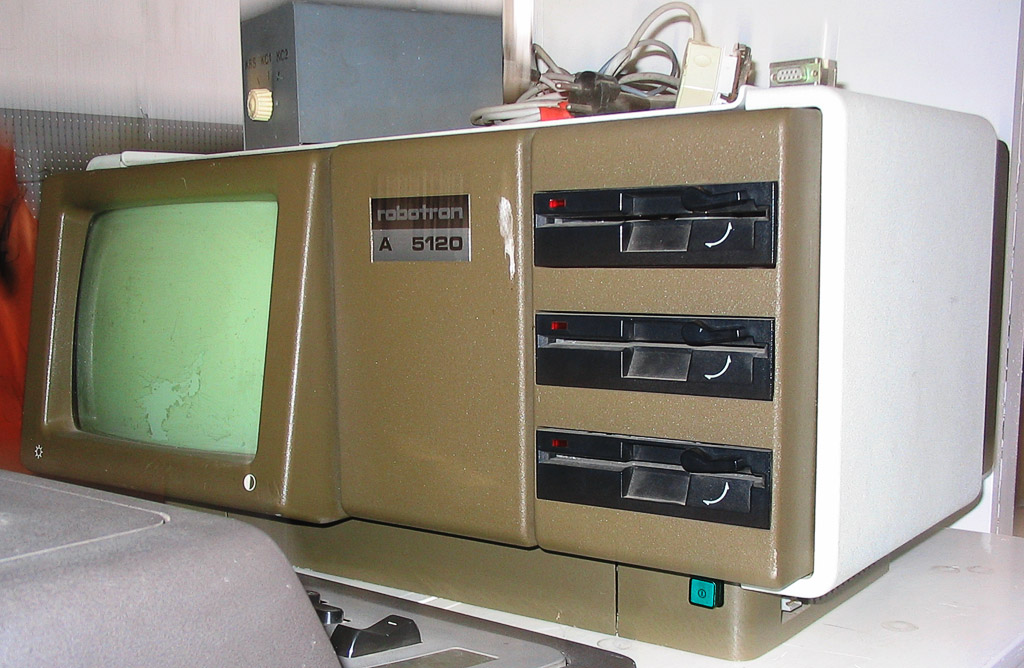
Robotron A 5120 computer da ufficio del 1982
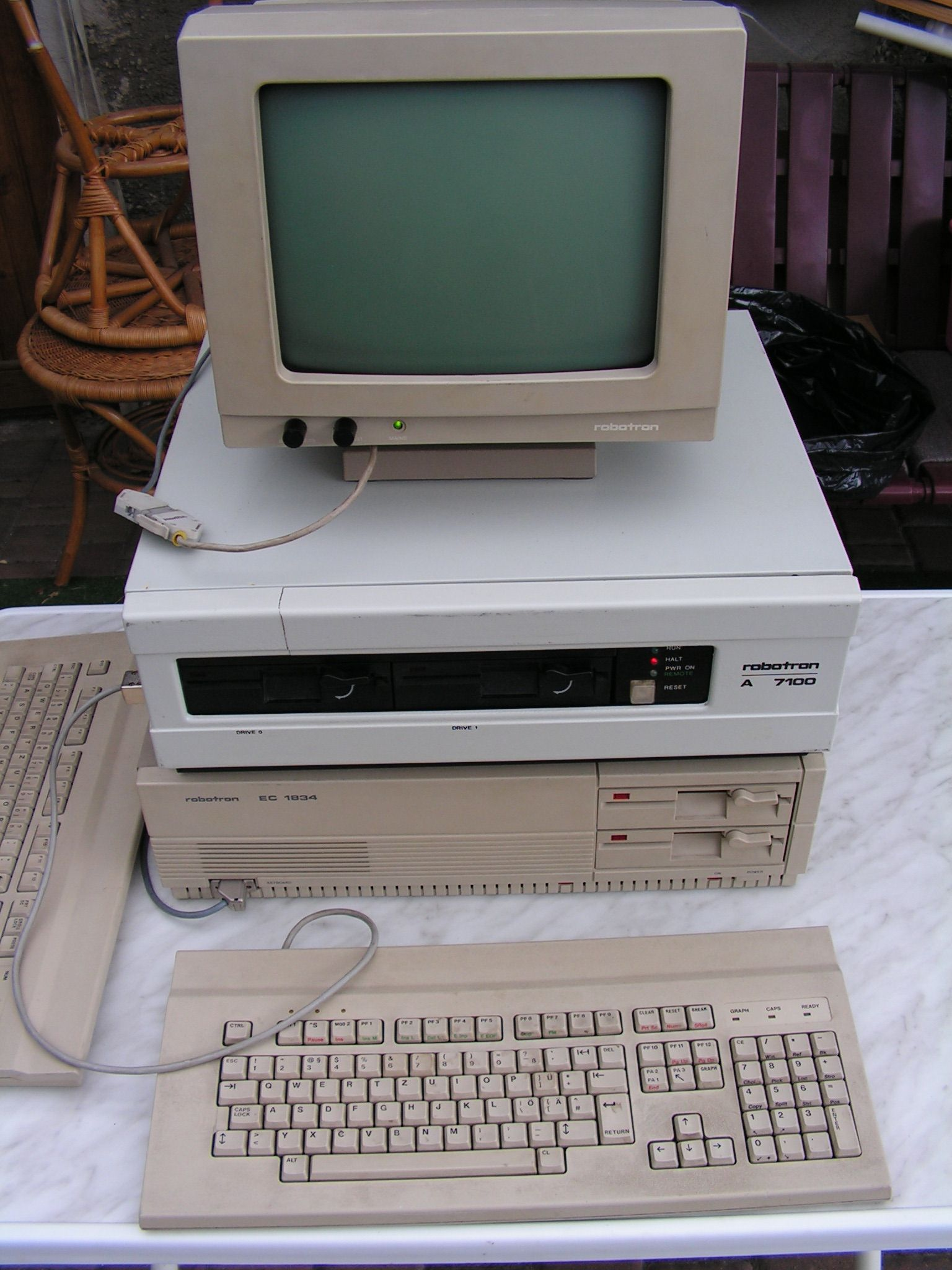
Robotron A7100 e EC1834 personal computer del 1986
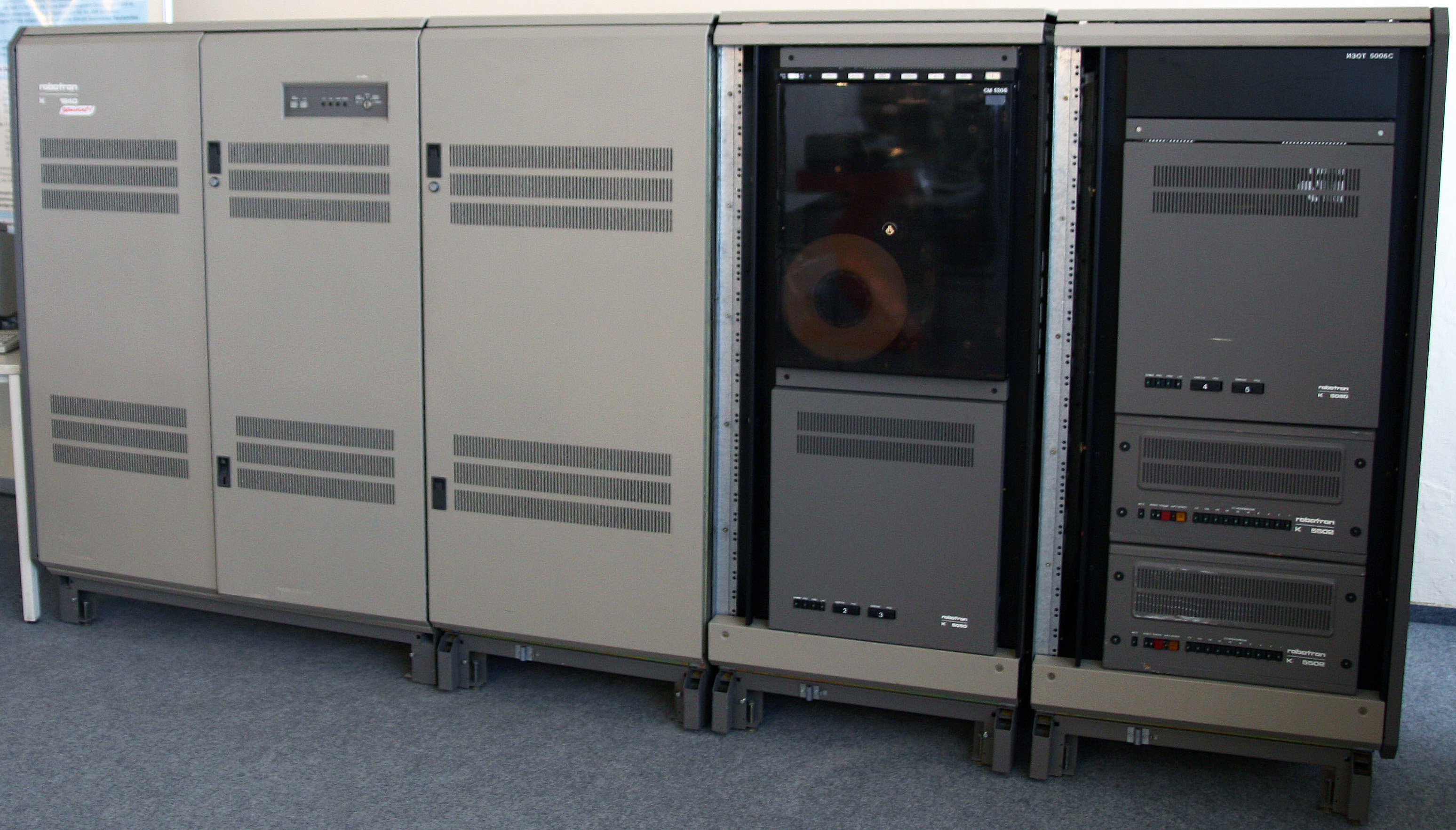
Robotron RVS K1840 (CM1710), clone del DEC VAX-11/780 del 1988